# Rick Heinrichs
Rick Heinrichs é um decorador de arte estadunidense. Venceu o Oscar de melhor direção de arte na edição de 2000 por Sleepy Hollow, ao lado de Peter Young.